# Amador City, California
Amador City (tên cũ là, Amadore's Creek và South Amador) là một thành thị thuộc tiểu bang California, Hoa Kỳ.
Theo Cục Thống Kê Dân số Hoa Kỳ, thành phố có tổng diện tích 0,3 dặm vuông (0,78 km2), tất cả trong số đó là đất, là thành thị có diện tích nhỏ nhất tiểu bang California